# Hans-Meyer-Gebirge
Das Hans-Meyer-Gebirge (englisch: Hans-Meyer-Range) ist eine Bergkette im südlichen Teil der Insel Neuirland, Papua-Neuguinea. Die höchste Erhebung des Hans-Meyer-Gebirges ist der Mount Taron mit einer Höhe von 2379 m. Der Mount Taron ist auch der höchste Berg Neuirlands. Auf dem breiteren Südteil Neuirlands gelegen, verläuft der Gebirgszug des Hans-Meyer-Gebirges, durch das Weitin-Tal von dem im Westen gelegenen Verron-Range (Hahlgebirge) getrennt, parallel zu diesem von Nord nach Süd. Das regenreiche Gebiet wird von zahlreichen, meist kurzen Flüssen entwässert, die bedeutendsten Flüsse sind der Kamdaru-River und der Weitin-River.
Die Insel Neuirland ist von Ölpalmen- und Kokospalmenplantagen landschaftlich geprägt. Nur in den Tälern des Hans-Meyer-Gebirges sind noch zusammenhängende tropische Regenwälder vorhanden, in denen eine Vielzahl seltener Spezies aus Flora und Fauna mit hoher Biodiversität beheimatet ist.
Das Hans-Meyer-Gebirge wurde nach dem deutschen Forschungsreisenden, Zoologen und  Erstbesteigers des Kilimandscharo Hans Meyer benannt.